# Cmentarz żydowski w Stropkovie
Cmentarz żydowski w Stropkovie – został założony w 1892 roku i istniał do 1942 roku, kiedy to uległ likwidacji podczas II wojny światowej.